# آرجینی گلی کیلاسپارتیک اسید
آرژنیل‌گلیسیل اسپارتیک اسید (نام علمی: Arginylglycylaspartic acid) با فرمول شیمیایی C۱۲H۲۲N۶O۶ یک ترکیب شیمیایی با شناسه پاب‌کم ۱۰۴۸۰۲ است. که جرم مولی آن ۳۴۶٫۳۴ g/mol می‌باشد. 